# 今井聖
今井 聖（いまい せい、1950年10月12日 - ）は、俳人、脚本家。本名：今井邦博（くにひろ）。新潟県生まれ、鳥取県鳥取市育ち。

## 人物・略歴
新潟県出身の父親と、鳥取市内の和菓子舗「亀甲や」の娘であった母親のもとに1950年、新潟県に生まれる。
その後、3歳から鳥取市立川町一丁目にて、今井が13歳の米子市に引っ越すまでの間育つ。
米子市立第四中学校、鳥取県立米子東高等学校を経て、明治学院大学経済学部・文学部卒業。のち横浜高校教諭を務めていた。
句作は14歳のときよりはじめ、1971年「寒雷」入会、加藤楸邨に師事。1981年、楸邨の推薦により寒雷集賞受賞。1985年「寒雷」同人。1995年、清山賞受賞（同人賞）。「寒雷」編集部を経て、1996年に俳誌「街」創刊主宰。代表的な句に「やわらかき母にぶつかる蚊帳の中」「球場に万の空席初燕」などがある。東京新聞かながわ俳壇選者。また清水哲男の開設したウェブサイト『増殖する俳句歳時記』で評者を務める。弟子に北大路翼、柴田千晶など。2017年、『言葉となればもう古し－加藤楸邨論』で第32回俳人協会評論賞受賞。
句作のほか1993年よりシナリオ活動を行い、脚本家馬場當に師事する。日本シナリオ作家協会に所属。脚本家として参加した作品に映画『エイジアン・ブルー 浮島丸サコン』（1995年）などがある。

## 作品
- 句集『北限』 牧羊社 1984年
- 句集『谷間の家具』 角川書店 2000年
- 句集『バーベルに月乗せて』 花神社 2007年
- 評論『秀句三五〇選・旅』 蝸牛社 1988年
- 自伝小説『ライク・ア・ローリングストーン 俳句少年漂流記』 岩波書店 2009年
- 『部活で俳句』 岩波ジュニア新書 2012年

## メディア出演
- NHK俳句（2017年度選者、第1週担当）